# Sandro Ricci
Sandro Meira Ricci (Poços de Caldas, Brasil, 19 de noviembre de 1974) es un exárbitro del fútbol brasileño. Fue parte de la escuadra de árbitros de la Confederación Brasileña de Fútbol (CBF) desde 2006, y para la FIFA desde 2011, dirigiendo en los mundiales de 2014 y 2018. 

## Trayectoria
Participa actualmente del Campeonato Pernambucano Coca-Cola como árbitro de FPF. Ganó el premio de mejor árbitro del Campeonato Brasileño de Fútbol de 2010 - Serie A y el segundo mejor árbitro del Campeonato Brasileño de Fútbol de 2011 - Serie A. Además ha participado en torneos internacionales.

## Copa Mundial de la FIFA
| Copa Mundial de Fútbol de 2014 – Brasil | Copa Mundial de Fútbol de 2014 – Brasil | Copa Mundial de Fútbol de 2014 – Brasil | Copa Mundial de Fútbol de 2014 – Brasil | Copa Mundial de Fútbol de 2014 – Brasil | Copa Mundial de Fútbol de 2014 – Brasil  | Copa Mundial de Fútbol de 2014 – Brasil | Copa Mundial de Fútbol de 2014 – Brasil |
| Fecha                                   | Partido                                 | Sede                                    | Fase                                    | Amonestado                              | Otorgado · Otorgado otra vez · Expulsado | Expulsado                               | Anotado · Penal                         |
| --------------------------------------- | --------------------------------------- | --------------------------------------- | --------------------------------------- | --------------------------------------- | ---------------------------------------- | --------------------------------------- | --------------------------------------- |
| 15 de junio de 2014                     | Francia 3 – 0 Honduras                  | Porto Alegre                            | Fase de grupos                          | 6                                       | 1                                        | 0                                       | 1                                       |
| 21 de junio de 2014                     | Alemania 2 – 2 Ghana                    | Fortaleza                               | Fase de grupos                          | 1                                       | 0                                        | 0                                       | 0                                       |
| 30 de junio de 2014                     | Alemania 2 – 1 Argelia                  | Porto Alegre                            | Octavos de final                        | 2                                       | 0                                        | 0                                       | 0                                       |
| Copa Mundial de Fútbol de 2018 – Rusia  |                                         |                                         |                                         |                                         |                                          |                                         |                                         |
| Fecha                                   | Partido                                 | Sede                                    | Fase                                    | Amonestado                              | Otorgado · Otorgado otra vez · Expulsado | Expulsado                               | Anotado · Penal                         |
| 16 de junio de 2018                     | Croacia 2 – 0 Nigeria                   | Kaliningrad                             | Fase de grupos                          | 3                                       | 0                                        | 0                                       | 1                                       |
| 26 de junio de 2018                     | Dinamarca 0 – 0 Francia                 | Moscú                                   | Fase de grupos                          | 1                                       | 0                                        | 0                                       | 0                                       |
| 7 de julio de 2018                      | Rusia 2 – 2 Croacia                     | Moscú                                   | Cuartos de final                        | 5                                       | 0                                        | 0                                       | 0                                       |